# 2009年联合国气候变化大会
2009年联合国气候变化大会（2009年12月7日─12月18日），即“《联合国气候变化框架公约》缔约方第15次会议”，缩写为“COP15”，也叫哥本哈根气候变化会议，在丹麦首都哥本哈根的贝拉会议中心举行。同时，它还是《京都议定书》签字国第五次会议。
根据“峇里島路線圖”的决定，本次会议将诞生一份新的《哥本哈根协议》，以代替2012年到期的《京都议定书》。如果在本次会议上，各国不能达成共识、并通过新的决议，那么在2012年《京都议定书》第一承诺期到期后，全球将没有一个共同文件来约束温室气体的排放。因此，本次会议被喻为“拯救人类的最后一次机会”。

## 概要
2009年聯合國氣候變化大會是由丹麥政府所主辦的大型國際性會議，有來自世界各地192個國家和地区參加，參與人數超過15000人，包括了非政府組織，企業代表等等。
整個大會同時舉行幾個重要會議，包括了《氣候變化框架公約》第15次締約國會議，《京都議定書》第5次締約國會議，附屬科學與技術諮詢會議，《京都議定書》附件一進一步承諾特設小組第10次會議及長期行動特設小組第8次會議。原大会主席赫泽高已辞职，丹麦首相继任。

## 主要議題
大會有四個主要議題。第一，確立減少溫室氣體排放目標；第二，如何資助發展中國家；第三，決定新協議及《京都议定书》的前途；第四，其他技術性議題，包括森林保護，碳交易與潔淨技術轉移。

## 焦點話題
- 在大會開始的第二天，一份外洩的協議草案引起一些發展中國家的不滿，該草案被指明顯偏袒發達國家，而對發展中國家不利，英國衛報得到有人洩漏的草案並發表，聲明中說：這一份所謂的「丹麥草案」是由少數人所草擬，包括英國、美國及丹麥人員，只會交給少數國家。[5]
- 七十七國集團輪職主席國蘇丹的代表Lumumba Di-Aping抨擊主辦國丹麥，他認為丹麥並沒有維持中立立場，對所謂「丹麥草案」是項偏袒選擇保護富國，使得窮國及富國之間的歧見擴大，該草案偏袒富國，讓他們承擔無法負荷的減排「責任」，卻允許富國降低他們的減排目標，但又對於發展中國家卻做出了更加嚴格的規定，造成發展中國家及環保組織等的不滿，並且會影響談判的正常進行，不過丹麥和聯合國官員都企圖淡化該草案，只表示草案只是非正式的「工作」文件，僅供少數幾個國家參考，不是正式的談判文本，亦不代表聯合國的立場。[6][7]。而在12月10日記者會上，Di-Aping表示：「美國是歷史上以及人均溫室氣體排放量最大的國家；它的4%減量目標，無助於拯救世界」。而七十七國集團同時要求美國應該加入京都議定書，美國是一直以來從小布希與奥巴馬總統都反對加入該議定書，該議定書泛指工業化國家在1997年所達成簽定之京都議定書，這些工業化國家必須有具體的減量義務。從2008至2012年該平均必須比1990年減掉5.2%，在京都議定書特別制定以1990年為基準年來看，美國的2020年目標等於只減4%，仍達不到減5.2%的標準。[8]
- 美国代表在12月9日會中針對中方提議表示，中國在將來10到20年的碳排放量會遠超過美國。中國代表解振華回應：如果發達國家（美國）願意到2020年減排四成，中國樂意奉陪，2050年減排一半。[9]
- 出于對主權的考慮，中國拒絕接受國際減排審核，使一個協助發展中國家減排的1千億美元基金計劃一度擱置。中國稱以對中國的審核作為對發展中國家提供資金的前提是一個陷阱。[10][11]
- 中國和印度等國家，在會議的最後一天作出讓步，同意提高減排行動的透明度。中國代表團團長解振華表示，這是通過磋商的結果，並「沒有丟掉自己的主權」。[12]
- 與會的美國代表於12月10日發表聲明：「拒绝向中国提供气候变化援助资金。」美國代表托德·斯特恩说：「我认为不会有美国的公共资金提供給中国，我们要把公共资金引向其他最需要的国家。」「中国有足够的資金来支持自己的行动。」[13]針對美方的態度，中國代表于慶泰反駁說：「我並不預期中國會獲得資金援助，肯定不會由美國提供。中國經濟蓬勃，坐擁2萬億美元儲備，我們不認為中國會是首個受助國」。[14]
- 面對歐盟、美國等發達國家拒絕中國所提減排新目標，中方代表團副團長蘇偉回應：「發達國家減排是應當履行的國際義務，而中國身為發展中國家採自主減排措施。」「歐盟將他們該承擔的國際義務和中國國內的自主減排行動相比是不厚道的。」[15]中国副外交部长何亚非批评美国在减排上的态度「极不负责任，毫无诚意。」（页面存档备份，存于）[16]
- 太平洋島國圖瓦盧提出動議，要求哥本哈根會議應該通過談判達成一項和京都議定書具有同樣法律地位的新協議，其中包括將全球氣溫上升限制在1.5攝氏度內以及將氣體濃度控制在350ppm，並將中國及印度等排放總量巨大的發展中國家劃入減排計劃內。這項提議雖然得到島國聯盟（AOSIS）和部分發展中國家支持，但由于中國的反對，該提議從程序上不能進入大會的常規談判內容。由于減排方案比京都議定書嚴厲，該動議同時遭一些工業化國家反對。而圖瓦盧代表強調「1.5度」的上限，是島國存亡的關鍵。[17][18]
- 會議的最後一天，美國、巴西、南非、印度和中國等五國首腦最終達成一份不具法律約束力的聲明。然而，這份聲明未能得到與會各國的一致認可，島國圖瓦盧代表更指這份聲明「不能接受」（I regret to inform you that Tuvalu cannot accept this document.）。[19]

## 各地示威抗议
在12月13日，在哥本哈根以及世界各地都有抗议活动，要求气候变化会议做出更多的国际承诺。單在哥本哈根，估计有三万人手拿旗帜、高呼口号走向严加防范的会议中心。这次游行基本上是和平的，但是当一些示威者投掷瓶子并打碎窗户之后，防暴警察前来干涉。警方最後拘留了968人。在澳大利亚、中国大陆、台湾和菲律宾等地，也举行了类似抗议。

## 花絮
- 本次大會採用美國歌手巴布·狄倫的歌曲（A Hard Rain's A-Gonna Fall）作為會議的背景歌曲，希望藉此對參加此次會議能喚起各國對環保意識的重視。[21]
- 本次大會在哥本哈根舉行，哥本哈根警方特別準備了37個大鐵籠，用來關押前來鬧場抗議的滋事份子。[22]另外有6千名警員維持秩序，還有360間由廢酒廠改建而成的臨時牢房，可拘禁4000人。[23]
- 由於中國代表團團長解振華，發生連續三天被拒絕進入會場，中方強烈不滿，經調查後，問題出在聯合國方面及丹麥安檢並沒溝通好，經中方抗議後問題才得以解決。[24]
- 為期12天的大會，總共有上百位國家領導人的1萬5000餘名代表出席會議，其中會議所花費成本（1.3億英鎊）與搭飛機、汽車交通和能源消耗量，當中的碳排放量更超越阿富汗、馬拉威及塞拉利昂等國家的全國排放量。仍有人批評說：預估12天會期將排碳至少4萬1000噸，超出許多發展中國家同期的全國排碳量。[25]
- 中國政府在會議期間多次強調中國作為發展中國家，減排行為是經過反複論證的、科學的、不容談判的，也是不附加任何條件的，不與其他任何國家的減排行動挂鈎，減排目標自主確立而不接受國際查核。[26]中國同時聲稱不管會議取得什麽樣的成果，都會毫不動搖地實現自己的目標。[27]
- 針對已開發國家所提出要在2010至2013年，願意每年提供100億美元，來協助貧窮國家克服氣候變化，這筆資金分配給發展中國家，經計算人口平均一人還分不到2美元。[28]
- 在大會開會首天，綠色和平國際總幹事庫米·奈都博士，於會場內，向丹麥總理拉斯穆森（Lars Løkke Rasmussen）送上由一千萬名人士聯署的請願信，希望會議能夠達成阻止氣候變化的協議。[29]
- 2009年12月12日，為全球行動日，綠色和平中國代表（包括氣候英雄）於哥本哈根參與遊行，以展示寫上「修身、齊家、治國、救氣候」的巨型橫額，用中文向世界表達中國人民的拯救氣候訴求。[30]
- 根據最近的官方報告，美國是世界第一大溫室氣體排放國，其次是中國。而在會議期間，根據Carbon Monitoring for Action的網站數據，中國可能已經成為全球最大的二氧化碳排放國。[31]

## 外部連結
- 中国各大网站相关专题：新华网（页面存档备份，存于） 人民网 央视网 新浪 搜狐（页面存档备份，存于） 网易（页面存档备份，存于） 腾讯（页面存档备份，存于） 凤凰网（页面存档备份，存于）
- （中文）哥本哈根聯合國氣候變化框架公約第15次締約方會議（页面存档备份，存于）
- Copenhaguen 2009: UN Chronicle Special Edition